# Bake-kujira
La Bakekujira (化鯨?, lett. "balena fantasma") è uno yōkai appartenente alla mitologia giapponese, tipico del Giappone Occidentale. 
Ha l'aspetto di uno spettrale e colossale scheletro di balena e per questo è nota anche come Hone kujira (骨鯨?, lett. "balena d'osso"), si dice sia accompagnata dall'apparizione di strani uccelli e pesci. Si dice vaghi malinconica sui mari che solcava in vita, emergendo ogni tanto come per respirare, e nelle notti piovose si manifesta nei pressi dei villaggi abitati da pescatori di balene.

## Leggende
La leggenda della bake-kujira risale a un'epoca in cui nel Mar del Giappone (questa zona era tradizionalmente chiamata "Mare delle Balene") si pescavano ancora numerose balene, quando la provincia di Izumo (oggi prefettura di Shimane nord-orientale) faceva parte della penisola di Shimane.
In una sera di pioggia, una grande figura bianca iniziò ad avvicinarsi alla costa dal largo. Osservandola attentamente, i pescatori si resero conto che sembrava assumere la forma di una balena e partirono con le loro barche verso la figura per una normale battuta di pesca, tentarono di catturarla ma ogni arpione da essi scagliato attraversava il corpo dello yōkai da parte a parte, senza recargli alcun danno.
I pescatori pensarono che ciò fosse insolito e, a un esame più attento, la figura che originariamente sembrava essere una preda assunse la forma solo dello scheletro bianco di una balena con fanoni, senza pelle o carne visibili.
Allora lo yōkai evocò il suo seguito di pesci e uccelli, che terrorizzarono i pescatori, ma quando la marea si ritirò, le creature si ritirarono senza incidenti fino al largo. I pescatori cominciarono a raccontare storie sulla creatura, sostenendo che fosse il fantasma vendicativo di una balena morta. Da allora, la bake-kujira non fu mai più vista.
Nella primavera del 1983, le leggende sulla bake-kujira riaffiorarono quando un grande oggetto simile a uno scheletro fu recuperato a 500 metri dalla costa presso il porto di Maenami ad Anamizu, distretto di Hōsu, prefettura di Ishikawa, i media lo chiamarono Hone Kujira. Lo scheletro, tuttavia, era lungo complessivamente 5 metri e spesso tra i 50 e i 150 centimetri, un capo pescatore locale affermò che se si fosse trattato veramente di uno scheletro di balena, sarebbe stato lungo 100 metri.
Molte  storie raffigurano la bake-kujira come uno spirito vendicativo, le cui apparizioni portano sfortuna e maledizioni ai villaggi dei pescatori di belena presso i quali si manifesta.

## Apparizioni moderne
Shigeru Mizuki, un mangaka noto per i manga yōkai,  ha raccontato che negli anni '50, mentre lavorava a uno kamishibai sulla bake-kujira, ma improvvisamente si ammalò di febbre alta e dovette abbandonare il progetto. In seguito Mizuki scrisse in uno dei suoi libri che forse in quel periodo era stato maledetto da una bake-kujira. La bake-kujira apparve in seguito nel quarto anime Gegege no Kitaro e nel manga Yōkai sen monogatari. In entrambi i casi, si trattava di un essere sacro e benevolo che aiutava Kitarō e i suoi amici, ma Hiroshi Hashimoto, uno degli sceneggiatori dell'episodio in cui appare per la prima volta nell'anime, ha affermato di essere preoccupato che potesse essere maledetto come Mizuki. Tuttavia, nel libro “Bessatsu shin hyō mizuki shigeru no sekai” (別冊新評 水木しげるの世界?, Bessatsu Shinpyō: Il mondo di Shigeru Mizuki), si racconta che fu durante la produzione di Bake-karasu (化けガラス?, corvo fantasma), non bakekujira, che soffrì di febbre alta.
Esistono anche molte leggende sulle balene intorno alle isole Oki, nella prefettura di Shimane, e da quando una balena si arenò nella baia di Chibu, nel distretto di Oki, nel 1768, si sono susseguiti disastri come incendi ed epidemie. Si pensava che ciò fosse dovuto alla maledizione di una balena e si dice che la celebrazione di una danza delle mani per confortare lo spirito della balena sia stata trasformata in uno spettacolo kabuki, eseguito in concomitanza con il festival del santuario di Ichinomiya, nel villaggio di Chibu, che si tiene ogni anno pari l'ultimo fine settimana di luglio.